# 5 (Five)
5 (Five) (5 (FIVE) (?)) è il quinto album in studio del gruppo idol femminile giapponese Berryz Kobo, pubblicato nel 2008.

## Tracce
1. HAPPY Stand Up!
2. Kono Yubi Tomare! (この指とまれ！?)
3. Baka ni Shinaide (バカにしないで?)
4. Yuke Yuke Monkey Dance (行け 行け モンキーダンス?)
5. Ah Merry-go-round
6. CLAP!
7. REAL LOVE
8. Yume wo Hitotsubu ~Berryz Kamen Ending Theme~ (夢を一粒〜Berryz仮面 Ending テーマ〜?)
9. Dschinghis Khan (ジンギスカン?)
10. Tsukiatteru no ni Kataomoi (付き合ってるのに片思い?)
11. BE
12. Special Generation (Eccentric Remix) (スッペシャル ジェネレ～ション (Eccentric Remix)?)